# Međica
Međica (lat. perineum) je dio tijela koji se u žene nalazi između ulaza u rodnicu i čmara (anusa), a kod muškaraca između mošnji (skrotuma) i čmara (anusa). Sastoji se od mišićja i pokrivena je kožom. 
Kod žena, na međicu se oslanjaju ženski unutrašnji spolni (rodnica, maternica) i mokraćni organi (mokraćna cijev, mokraćni mjehur). Pri rađanju djeteta može nastati nevidljivo ili uočljivo oštećenje: naprsnuće (laceracija) ili razdor (ruptura) međice, što se sprječava zarezivanjem međice (epiziotomija). Da bi se izbjegla epizitomija, rizik od napsrnuća međice prilikom poroda se može smanjiti masažom. Masaža međice je tehnika kojom se povećava elastičnost perinealnog tkiva, koja pomaže rodilji naučiti opustiti mišiće i smanjiti otpor međice kod izgona kako bi porod prošao bez pucanja ili epiziotomije. Preporučuje se s masažom međice započeti oko 34. tjedna trudnoće.
Međica je erogena zona kod muškaraca i žena.